# MadSpace
MadSpace: Бешеное пространство, также MadSpace: To Hell and Beyond — компьютерная игра в жанре шутера от первого лица, разработанная компанией Maddox Games под руководством Олега Медокса и изданная Auric Vision в 1997 году для DOS. В 2015 году переиздана компанией Nightdive Studios для Windows и Linux.
Действие игры происходит на гигантском корабле инопланетной расы кракинов. Игрок управляет киборгом-воином «Протеем», задача которого — пробиться через лабиринты корабля, сражаясь с охранными роботами, и уничтожить его реактор. Игровой процесс сочетает перестрелки с исследованием нелинейных уровней, использующих неевклидову геометрию пространства. Арсенал игрока включает большое количество футуристического оружия. Также в игре реализовано голосовое управление.
MadSpace получила противоречивые отзывы от игровой прессы. Критики отмечали оригинальность некоторых идей и механик, но указывали на слабую графику, дизайнерские просчёты и что она не приносит ничего нового в жанр.

## Игровой процесс

Скриншот версии для DOS. Пример неевклидовой геометрии в игре – коридор между колоннами, которого с другой их стороны нет. Игрок держит в обеих руках два различных оружия

MadSpace — компьютерная игра в жанре шутера от первого лица. Игра состоит из двух частей. В первой части игрок управляет космическим кораблём, приближающимся к гигантскому кораблю-фабрике инопланетной расы кракинов. Во время этого процесса необходимо отстреливаться от кораблей противника, летящих навстречу. Вторая, основная часть игры происходит внутри корабля кракинов и выполнена в жанре 3D-шутера с видом от первого лица. Игрок берёт на себя роль киборга «Протея» — земного воина, разум которого был перенесён в боевую машину для выполнения миссии по уничтожению реактора корабля. Для достижения цели необходимо пройти через лабиринты уровней, сражаясь с инопланетными роботами-охранниками. В дизайне уровней используется неевклидово пространство — например, между двумя колоннами в небольшой круглой комнате может оказаться длинный коридор, ведущий в разные места в зависимости от того, с какой стороны в него зайти.
Арсенал игрока состоит из большого количества видов оружия, различающихся по дальности, скорострельности и наносимому урону. Часть из них расходует собираемые на уровнях боеприпасы, другая — внутреннюю энергию киборга, которая также нужна для полётов. Протей может нести два вида оружия одновременно и стрелять с двух рук. Всего у него 10 слотов для переноски оружия. Противники в игре — боевые роботы кракинов, способные летать, быстро перемещаться и прятаться от игрока. Роботы активно используют укрытия и уклоняются от выстрелов, что усложняет прицеливание. Помимо перестрелок, игровой процесс включает в себя исследование уровней и поиск кнопок для открытия дверей, ведущих к реактору корабля. Также в игре реализована система голосового управления на основе распознавания речи.

## Критика
| Русскоязычные издания | Русскоязычные издания |
| Издание               | Оценка                |
| --------------------- | --------------------- |
| «НИМ»                 | 6,4 из 10             |
| «Страна игр»          | 9 из 10               |

Вячеслав Голованов в своём обзоре игры MadSpace для журнала «Навигатор игрового мира» отметил ряд необычных особенностей проекта, таких как голосовое управление, неевклидова геометрия уровней и разнообразие вооружения. Однако, по мнению критика, чрезмерная увлечённость разработчиков внедрением оригинальных идей в ущерб базовым элементам игры не пошла ей на пользу. На его взгляд, устаревшая графика, слабое звуковое сопровождение и дизайнерские просчёты делают MadSpace проектом, который сложно порекомендовать широкой аудитории, хотя он может заинтересовать игроков, внимательно следящих за эволюцией жанра.
В обзоре MadSpace из польского журнала CD-Action автор отмечает, что игра обладает определённой привлекательностью и заслуживает внимания, несмотря на некоторые недостатки. Среди достоинств выделяются поддержка VR-устройств, голосовое управление, свободное перемещение в любом направлении и увлекательный игровой процесс с возможностью использовать два вида оружия одновременно. Однако он раскритиковал цветовую гамму текстур и моделей противников, называя её слишком «пёстрой» и безвкусной. Звуковые эффекты, напротив, удостоились похвалы за соответствие мрачной атмосфере. В конце рецензент приходит к выводу, что игра неплохая, но она «не привносит ничего нового в жанр». По его мнению, она «пройдёт незамеченной», но и при этом высказал мнение, что она «заслуживает того, чтобы в неё поиграть». При этом, обозреватель сербского журнала Svet Kompjutera назвал игру «7453-ым аккредитованным Doom-клоном с устаревшим движком, бедной графикой, никаким звуком и слабым экшеном», и посчитал что её нужно «обходить стороной».